# Paul Hagemann
Paul Hagemann (født 6. februar 1882 i København, død 11. september 1967) var en dansk grosserer, bankier og amatørfløjtenist, bror til Gunnar Aage Hagemann.
Hagemann var søn af gehejmekonferensråd Gustav Adolph Hagemann og hustru Mathilde f. Bruun. Han blev student fra Østersøgades Gymnasium 1900, cand.polit. fra Københavns Universitet 1905 og studerede musik (fløjte) i Paris 1902-03. Han var assistent i Privatbanken 1905-07, ansat i banker i Paris, London og Berlin 1908-10, sekretær i Privatbanken 1910-15 og indehaver af firmaet Fr. & Ed. Gotschalk fra 1916. Hagemann var en af gullaschbaronerne omkring 1. verdenskrig, og i 1918 lod han arkitekten Carl Brummer tegne sig et palæ på Grønningen i København. Bygningen er nu Finlands ambassade.
Han var formand for bestyrelsen for A/S Dansk-Norsk Dampskibsselskab, medlem af bestyrelsen for A/S Øresund's chemiske Fabriker, for Dansk Skovindustri A/S og for Kammermusikforeningen.
Han blev gift 10. september 1907 med Elisabeth Gammeltoft (2. november 1886 i København – 1925), datter af konferensråd Carl Gammeltoft og hustru Henriette Marie f. Herforth. Sønnen John Hagemann var også bankier.
Paul Hagemann studerede tværfløjte hos blandt andre Paul Taffanel og Adolphe Hennebains og fungerede som fløjtenist i bl.a. Københavns Blæserkvintet, hvori han blev afløst af Holger Gilbert-Jespersen. Flere komponister tilegnede værker til Hagemann, heriblandt Paul Hindemith (Acht Stücke og Kanonische Sonatine for 2 Flutes opus 31/3), Joseph Lauber (4 danses médiévales op. 45 og Werke für Flöte Solo op. 47, 49, 51), J.P.E. Hartmann (fløjtesonate) og Carl Nielsen (fløjtekoncert – dog videregivet til Gilbert-Jespersen idet den fulgte blæserkvintetten).